# Жалтыр (Северо-Казахстанская область)
Жалтыр (каз. Жалтыр) — село в районе Шал акына Северо-Казахстанской области Казахстана. Входит в состав Городецкого сельского округа. Код КАТО — 595637400.

## География
Расположено около озера Жалтыр.

## История
До 2013 года село входило в состав упразднённого Ступинского сельского округа.

## Население
В 1999 году численность населения села составляла 421 человек (216 мужчин и 205 женщин). По данным переписи 2009 года в селе проживало 294 человека (152 мужчины и 142 женщины).